# Вокс, Уильям, 3-й барон Вокс из Херроудена
Уильям Вокс (англ. William Vaux; 1535, предположительно Херроуден, Нортгемптоншир, Королевство Англия — 20 августа 1595, Иртлингборо, Королевство Англия) — английский аристократ, 3-й барон Вокс из Херроудена с 1556 года. В течение всей жизни сохранял верность католицизму, поддерживал католических священников и иезуитов.

## Биография
Уильям Вокс принадлежал к рыцарскому роду, обосновавшемуся в поместье Херроуден (Нортгемптоншир, Центральная Англия) во времена короля Генриха IV (1399—1413). Он был старшим сыном Томаса Вокса, 2-го барона Вокса из Херроудена, и его жены Элизабет Чейни, после смерти отца в 1556 году унаследовал баронский титул и поместья в ряде графств. Как и его отец, Томас сохранял верность католической религии, из-за чего дистанцировался от придворной жизни и большой политики.
Барон прикладывал много усилий, чтобы защищать от преследований католических священников и иезуитов. Так, летом 1580 года он предоставил убежище в своих поместьях в Хакни и Херроудене иезуиту Эдмунду Кэмпиону. Тайно в этих усадьбах выполнялись католические обряды, о чём стало известно властям. 18 августа 1581 года Вокса и его шурина, сэра Томаса Трешема, вызвали в Звёздную палату, они отказались отвечать на вопросы и были немедленно отправлены в тюрьму Флит. Впоследствии барон всё же признался, что укрывал Кэмпиона, и отдался на милость королевы. Его отпустили на свободу после выплаты крупного штрафа.
12 июня 1591 года агент государственной секретной службы сообщил, что Вокс и его друзья, «сэр Томас Трешем, мистер Тэлбот, мистер Оуэн и мистер Таунсли, считаются очень верными подданными и большими противниками испанских обычаев; это самые заметные католики». Держась в стороне от заговоров, барон потратил практически всё своё состояние на поддержку католицизма. В письме лорду Бёрли от 18 февраля 1592 года он просит освободить его от участия в работе парламента на том основании, что он заложил свою мантию пэра и страдает от крайней нищеты. Уильям Вокс умер 20 августа 1595 года.

## Семья и наследство
Барон был дважды женат — на Элизабет Бомонт, дочери Джона Бомонта, и на Мэри Трешем, дочери Джона Трешема. В первом браке родились:
- Генри (1558—1587)[5];
- Элеонора (1560—1625), жена Эдуарда Броксби[5];
- Элизабет (примерно 1561 — ?), монахиня во Франции[5];
- Анна (1562—1635)[5].

Во втором браке родились:
- Джордж (1564—1594)[6];
- Уильям;
- Генри;
- Кэтрин;
- Эдуард;
- Амброуз;
- Мюриель, жена Джорджа Фоулсхерста.

В 1557 году Вокс передал свои поместья Греат-Херроуден и Литтл-Херроуден сэру Томасу Трешему, на внучке которого позже женился. После смерти сэра Томаса эти владения унаследовал его внук того же имени. В 1571 году между Воксами и Трешемами начался спор из-за поместий, по итогам которого было заключено соглашение: Томас оставил земли за собой, но выплатил каждой из дочерей барона от первого брака по 500 фунтов стерлингов.
Старший сын барона Генри отказался от своих прав на титул в пользу единокровного брата Джорджа, так как решил стать священником. Однако оба молодых Вокса умерли при жизни отца. У Генри детей не было, а Джордж оставил сына Эдуарда, который стал наследником деда.